# Pierre Droite (Écuelles)
La Pierre Droite, appelée aussi menhir d'Écuelles ou Pierre aux Couteaux est un menhir situé sur la commune d'Écuelles dans le département de Seine-et-Marne.

## Historique
L'édifice est signalé en 1848 par E. Paty. Il est classé au titre des monuments historiques en 1889.

## Description
Le menhir est constitué d'une grande dalle en grès de Fontainebleau mesurant 3,50 m de hauteur pour une largeur de 2,20 m et une épaisseur de 0,80 m. Il a été déplacé de son emplacement d'origine.
Selon E. Chouquet, vers 1860, une fouille pratiquée par un curieux au pied du menhir permit de découvrir sous une couche de grosses pierres un squelette couvert de cendres et près du crâne une pierre qui pourrait avoir été une hache polie. Chouquet lui-même entreprit une seconde fouille en 1875 et recueilli trois éclats de silex et un fragment de bois de cerf.

## Folklore
Selon une légende, si l'on frappait le menhir à son sommet, il en tombait sept petits couteaux. Selon une autre tradition, la pierre marque une des étapes de la bataille de Lato Fao qui opposa Brunehaut et Frédégonde.